# Sorelle Marinetti

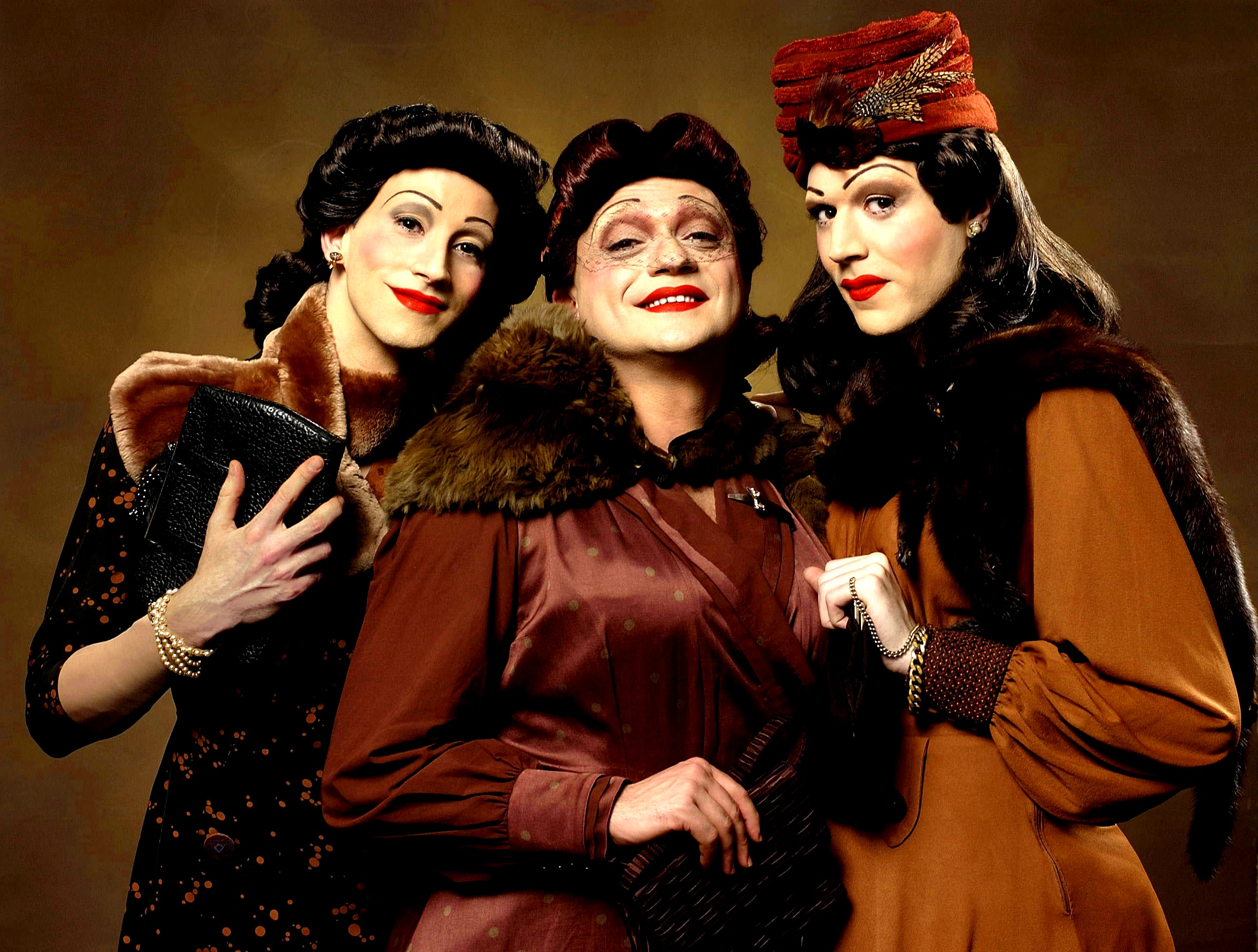
Die Schwestern

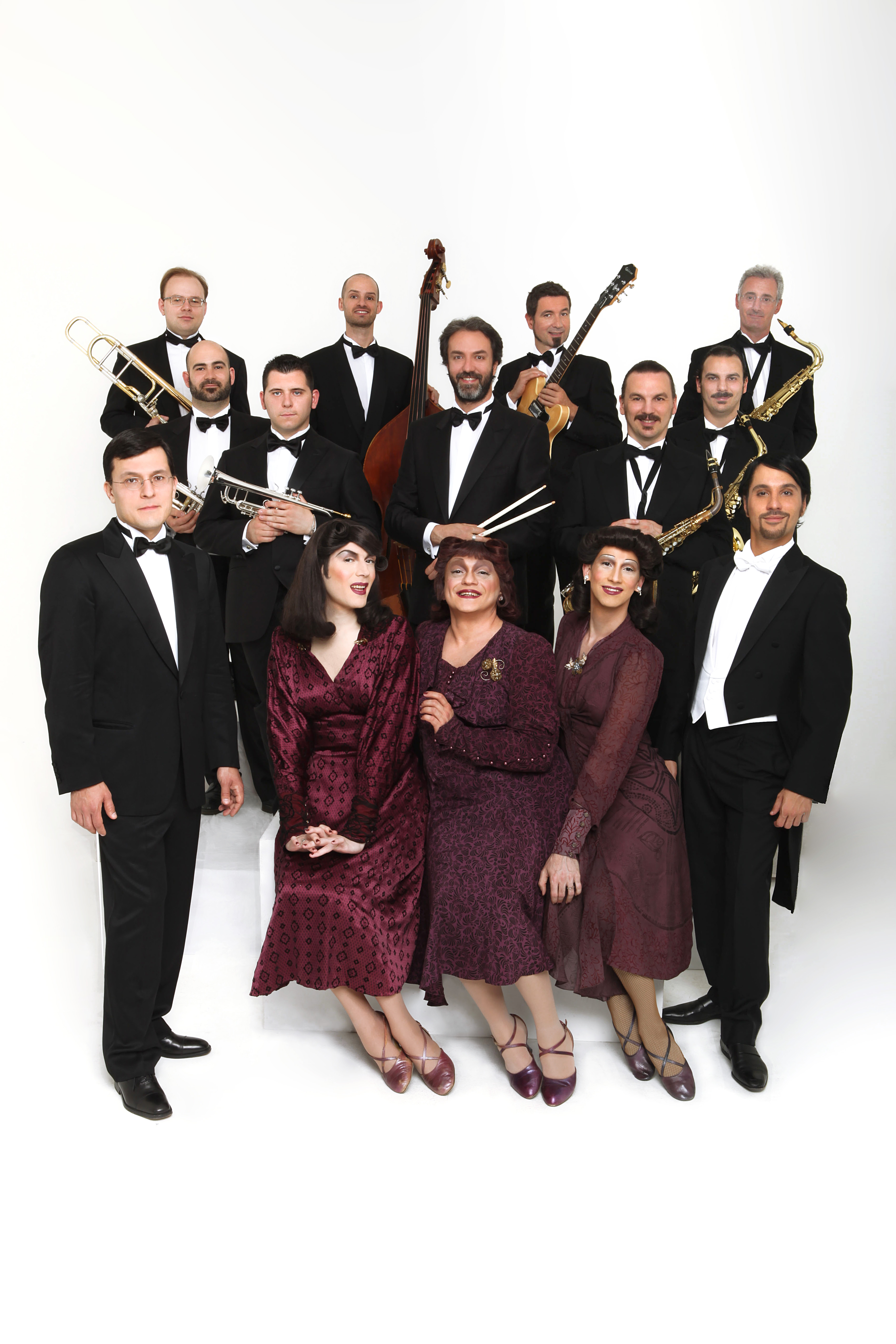
Die Schwestern mit dem Orchestra Maniscalchi

Sorelle Marinetti (die Marinettischwestern) ist der Name eines von Nicola Olivieri, Andrea Allione und Marco Lugli gebildeten italienischen Sängerterzetts.

## Zusammensetzung und Stil
Die weiblichen Künstlernamen der Travestiegruppe sind Turbina, Mercuria und Scintilla.
Der Gruppenname bezieht sich auf den Begründer des Futurismus, Filippo Tommaso Marinetti.
Musikalische Bezüge bestehen unter anderem zum Swing der 1930er Jahre, Komponisten wie Giovanni D’Anzi (1906–1974) und Gruppen wie den Boswell Sisters und dem Trio Lescano. Zu den Standards gehört unter anderem Bei Mir Bist Du Schoen. Das Casting der Gruppe im Jahr 2006 geht auf den Produzenten Giorgio Bozzo zurück. Die erste CD Non ce ne importa niente kam 2008 auf den Markt.
Mit Christian Schmitz (Klavier), Riccardo Tosi (Schlagzeug), Paolo Dassi (Kontrabass), Pierluigi Petris (Gitarre) sowie Alberto Ferrari (Klarinette, Saxophon), Riccardo Gibertini (Posaune) und Alberto Bollettieri (Trompete) begleiten namhafte Studiomusiker die instrumentellen Arrangements. Die Instrumentalisten sind zumeist auch im ebenfalls von Bozzo produzierten Orchestra Maniscalchi vertreten. Mit dieser Swingband treten die Sorelle gelegentlich gemeinsam auf.

## Konzerte und Auftritte
Die Gruppe hatte mehrere Fernsehauftritte, so bei Maurizio Costanzo, SKY Vivo, in der Maurizio Costanzo Show, bei Piero Chiambretti und sie trat auf dem Sanremo-Festival 2010 mit der Sängerin Arisa auf. 
Ein Vergleich mit den Sorelle Bandiera und diverse Bemerkungen von Pippo Baudo vor einem geplanten Fernsehauftritt führten zu einem kleineren Skandal, weil sich das Terzett weigerte, auf die Bühne zu gehen.

## Veröffentlichungen
- Non me ne importa niente
- L'uccellino della radio
- Camminando sotto la pioggia
- Il pinguino innamorato
- Ultimissime
- Non sei più la mia bambina
- Bei mir bist du schoen
- Romantico slow
- Tulipan
- Ma le gambe
- La gelosia non è più di moda
- Sei troppo piccola
- Cher medley (Believe / Dovè l'amore / If I could turn back time)
- I know why (and so do you)